# Politotdielskij (obwód kurski)
Politotdielskij (ros. Политотдельский) – osiedle typu wiejskiego w zachodniej Rosji, w sielsowiecie kulbakińskim rejonu głuszkowskiego w obwodzie kurskim.

## Geografia
Miejscowość położona jest nad ruczajem Mużica, 7 km od centrum administracyjnego sielsowietu kulbakińskiego (Kulbaki), 12 km od centrum administracyjnego rejonu (Głuszkowo), 118 km od Kurska.

## Demografia
W 2010 r. miejscowość zamieszkiwało 209 osób.